# Lars Wilhelm Kylberg
Lars Wilhelm Kylberg, född 18 augusti 1798 på Såtenäs i Tuns socken, död 1 november 1865, var en svensk jordbrukare, militär och konstnär. Han var far till konstnärerna Hjalmar Kylberg, Marina Kylberg och Regina Kylberg-Bobeck samt industrimannen Lars W. Kylberg.
Kylberg föddes som son till lantbrukaren Lars Kylberg och hans hustru Regina Kristina Örn. Utexaminerad från krigsskolan på Karlberg 1816,ingick han samma år vid Värmlands fältjägarregemente och tjänstgjorde några år som adjutant hos sin chef, överste Montgomery, och befordrades 1821 till löjtnant. Bröstsmärtor tvingade honom dock redan 1823 att ta avsked med kaptens rang. 
År 1822 hade han ingått giftermål med sin ungdomslärare Claes Ahlbergs på Velanda dotter Maria Elisabeth Ahlberg och bosatte sig med henne på egendomen Blaxtorp som han själv köpt och 1831 bytte mot sin fädernesgård Såtenäs. Kylberg hade genom arv och sin militära pension gjort sig ekonomiskt oberoende, och hade möjligheter att fritt ägna sig åt kulturella och samhällsutvecklande sysselsättningar.
När Skaraborgs läns hushållningssällskap bildades 1840 var Kylberg den som utarbetade stadgarna, och invaldes till föreningens första ordförande. Kylberg var även barndomsvän med Torsten Rudenschöld och ivrig förespråkare för dennes skolsystem samt inrättade en roteskola efter dennes modell på Såtenäs, med sig själv som lärare.
Kylberg invaldes han som ledamot av Lantbruksakademien 1843, av Vetenskaps- och vitterhetssamhället i Göteborg 1862 och av Vetenskapsakademien 1863. Han blev även hedersledamot av en rad hushållningssällskap, och tilldelades 1865 Skaraborgs hushållningssällskaps guldmedalj 1865. Som konstnär vann Kylberg aldrig något stort erkännande, han illustrerade en 1800-talsutgåva av Anna Maria Lenngrens skrifter, och efterlämnade en rad landskaps- och marinmålningar. Kylberg är representerad vid bland annat Västergötlands museum  och Norrköpings konstmuseum.